# 扬州晚报
扬州晚报，是扬州日报社的报纸、扬州日报的子报，创刊于1996年1月1日。除时政新闻外，还有社区新闻、《视觉新闻》、《楼市周刊》、《绿杨风》文化副刊、《扬州档案》、世界杯特刊等内容。

## 争议事件
2017年8月，《扬州晚报》发表了与饶舌歌曲《情定扬州》相关的报道。由于歌曲《情定扬州》影射了前党和国家领导人江泽民，该歌曲于8月18日在各大音乐平台纷纷下架。扬州报业传媒集团还发表文件至各主要网站，要求删除各网站转载《扬州晚报》关于该歌曲的报道，称其“主题不太严肃”。
2018年4月30日晚，《扬州晚报》官方微博发表了一首与“推墙”有关的微博，随即引来了网友的热议。据維權律師莊志明表示，称经初步核實，当班微博编辑为1993年出生的女子，当时她认为该内容属于勵志類。目前当班微博编辑已经停職，但至目前为止没有是否会復職的消息。